# NGC 1113
NGC 1113 est une entrée du New General Catalogue qui concerne un corps céleste perdu ou inexistant. 
Cet objet a été enregistré par l'astronome allemand Albert Marth en 1863 dans la constellation de la  Bélier la même nuit où il aurait observé NGC 1109, NGC 1111, NGC 1112 et NGC 1117 aussi considérés par le professeur Seligman comme des objets inexistants.